# Dynastes satanas
Dynastes satanas (Moser, 1909) è un coleottero appartenente alla famiglia degli Scarabeidi (sottofamiglia Dynastinae).

## Descrizione

### Adulto
D. satanas si presenta come uno scarabeo di grandi dimensioni, oscillando tra i 50 e i 115 mm di lunghezza. A raggiungere tale lunghezza sono i maschi, i cui corni cefalici e toracici occupano gran parte della lunghezza corporea.

### Larva
Le larve non sono mai state descritte ma probabilmente sono simili a quelle delle altre specie congeneriche.

## Biologia
La biologia della specie è praticamente sconosciuta. A causa della restrizione dell'habitat questa specie è molto rara in natura ed è considerata protetta. La sua rarità è tale che in Giappone ne vengono allevati parecchi esemplari, allo scopo di venderli ai collezionisti.

## Distribuzione
D. satanas è stato incontrato solo nella regione di La Paz in Bolivia.